# Sant'Anna (Casale Corte Cerro)
Sant'Anna è una delle 14 frazioni di Casale Corte Cerro nella provincia del Verbano-Cusio-Ossola.

## Geografia fisica
La frazione, di circa 230 abitanti, è situata a 265 metri sul livello del mare; distaccata dal centro comunale, è posta a circa 2 km a Sud rispetto al centro comunale. Sant'Anna sorge nel fondovalle della Val Corcera, lungo il tratto conclusivo della Strada statale 229 del Lago d'Orta, chiamato Stradone e che prende nome di via Sant'Anna; la frazione si chiama coì per via di una piccola cappella, dedicata alla santa, che era situata sullo Stradone, poi abbattuta per lavori di ampliamento della SS229. I confini risultano essere, in generale, molto irregolari anche se si possono individuare quelli con le località adiacenti: Sant'Anna confina a Nord con la frazione Gabbio, ad Ovest con la frazione Cassinone, a Sud con il rione Lüchinasc (Crusinallo di Omegna), tramite torrente San Martino, e ad Est con la frazione Granerolo di Gravellona Toce, tramite torrente Strona. Il paese risulta molto giovane, in quanto sorto al finire della Seconda guerra mondiale: infatti le case di più antica costruzione sono poche e ancora rimangono a dimostrare la tipica architettura cusiana; le altre abitazioni sono tutte di recente costruzione per la passata presenza della fabbrica Tre Cane, ora trasformata in concessionaria FIAT.